# Bultaco 155
La Bultaco 155 fou un model de motocicleta de turisme fabricat per Bultaco entre 1960 i 1962.
Estèticament semblava molt a la Tralla la primera moto fabricada per Bultaco, llançada el 1959. Disposava d'un parell motor modificat per tal d'oferir un millor rendiment i una cilindrada de 153 cc, de manera que podia portar còmodament un passatger i fins i tot, addicionalment, un sidecar lleuger. Tot i que la 155 anava pintada de blau per tal de distingir-la de la Tralla, la semblança entre totes dues feia que sovint es conegués la 155 com a «Tralla 155». Era en aquesta època quan la firma va començar a fer servir el blau per a les motos turístiques o utilitàries, reservant el vermell per als models més esportius.
Les principals característiques de la 155 eren les següents: motor de dos temps monocilíndric refrigerat per aire amb canvi de quatre velocitats, bastidor de bressol simple, frens de tambor i amortidors de forquilla convencional davant i telescòpics darrere.

## Història
Quan Bultaco ja tenia situada la Tralla 101 com a motocicleta clarament esportiva, va llançar un segon model destinat a un públic més ampli, pensant en usuaris mitjans que cercaven només un bon vehicle utilitari, no pas un d'esportiu. El nou model fou anomenat 155 en raó de la seva cilindrada, la qual, unida a la disminució de la compressió del motor, feien la moto més versàtil i fàcil de conduir. A banda d'aquests canvis, la 155 aprofitava molts elements de la Tralla 101, entre ells el xassís, els frens i la geodinàmica d'estabilitat.
El gener de 1960, la nova 155 es presentà, al costat de la Tralla 101, al Palau Municipal d'Esports de Barcelona. Més tard, tots dos models s'exhibiren a Madrid i aquell mateix març, al "Saló de l'Automòbil, la Moto i la Bicicleta de Ginebra" (era la primera vegada que Bultaco exhibia els seus productes fora de l'estat espanyol). Aquell mateix any, 1960, Bultaco llançà la Sherpa S de motocròs, equipada amb el motor de la Tralla 101, i la Sherpa N per a l'entorn rural. Aquesta darrera, antecessora de la futura Sherpa T de trial, anava equipada amb el motor de la 155.
La Bultaco 155 es deixà de fabricar d'ençà del 1963, any en què aquest model fou substituït per un de nou, inicialment molt semblant tant en l'apartat estètic com en el mecànic: la Mercurio 155.

## Característiques
Fitxa tècnica
| Bultaco 155 | Bultaco 155            | Bultaco 155 |
| --- | ---------------------- | ----------- |
| Id. Model | 2                      |             |
| Núm. Sèrie | 200.001 - 204.058      |             |
| Anys | 1960 - 1962            |             |
| CC | 153,1                  |             |
| Diàmetre x Carrera | 57 x 60 mm             |             |
| Compressió | 8:1                    |             |
| CV | 11,6 a 5.500 rpm       |             |
| Carburador | 20 mm                  |             |
| Canvi | 4 velocitats           |             |
| Pneumàtic davant | 2,50 x 19"             |             |
| Pneumàtic darrera | 2,75 x 19"             |             |
| Frens davant | 160 x 35 mm            |             |
| Frens darrera | 140 x 40 mm            |             |
| Pes en sec | 91 kg                  |             |
| Dipòsit | Blau i argentat (16 l) |             |
| \| • Altres \| \| ------------------------------------------------------------------------------------------------------------------------------------------------------------------------------------------------------------------- \| \| - Encesa: Volant FEMSA VAR 41-2 - Consum: 2,9 l x 100 km - Velocitat màxima: 95 km/h - Longitud total: 1.980 mm - Distància entre eixos: 1.310 mm - Alçada del selló: 775 mm - Manillar (alt x ample): 560 x 930 mm \| |                        |             |
| • Altres |                        |             |
| - Encesa: Volant FEMSA VAR 41-2 - Consum: 2,9 l x 100 km - Velocitat màxima: 95 km/h - Longitud total: 1.980 mm - Distància entre eixos: 1.310 mm - Alçada del selló: 775 mm - Manillar (alt x ample): 560 x 930 mm |                        |             |